# کلاشینکف (فیلم ۲۰۲۰)
کلاشینکف (روسی: Калашников) یک فیلم سینمایی بیوگرافی روسی محصول سال ۲۰۲۰ که در مورد تجارب مخترع افسانه‌ای میخائیل کلاشنیکف و پروژه سرنوشت‌ساز او، تفنگ تهاجمی کلاشنیکف است.
اولین نمایش این فیلم در روسیه در تاریخ ۲۰ فوریه سال ۲۰۲۰ انجام شد.

## داستان
دربارهٔ مخترع و طراح اسلحه‌های کوچک میخائیل تیمافییویچ کالاشنیکف  است. امروز به سختی می‌توان کسی را پیدا کرد که این اسم را نشناسد. با این حال، همه نمی‌دانند که او چه مسیری طولانی و خارق‌العاده را طی کرده تا در سن ۲۸ سالگی اسلحه افسانه ای AK-47 را خلق کند. سلاح وی آنچنان ساده است که تنها در کارگاهی که امکان خانکشی لوله وجود دارد امکان ساخت این سلاح نیز موجود است، علاوه بر آن سلاح معروف کالاشنیکف سلاحیست که نیاز چندانی به تمیزکاری ندارد و رفع گیر آسان و برد نسبتاً قابل توجهی دارد.

## فیلمبرداری
کار بر روی فیلم در اوت ۲۰۱۸ آغاز شد، فیلمبرداری از جمله در املاک Apraksins، منطقه دیمیتروسکی، استان مسکو، در جمهوری کریمه، در شهر تورژوک، استان تور و در نزدیکی سن پترزبورگ، صحنه‌هایی با لوکوموتیو فیلمبرداری شد.

## گویندگان(دوبله)
دوبله این فیلم در پاییز سال 1400 به مدیریت علیرضا باشکندی و صدابرداری حسین حسنی فر در واحد دوبلاژ تلویزیون انجام شد و در نهایت از شبکه نمایش  پخش شد.
| بازیگر           | نقش              | دوبلور           |
| ---------------- | ---------------- | ---------------- |
| یوری بوریسوف     | میکاییل کلاشنیکف | علیرضا باشکندی   |
| والری بارینوف    | ژنرال ارشد       | شهروز ملک‌آرایی   |
| آرتور شولینونیور | تعمیرکار ارشد    | حسین خداداد بیگی |
| اولگا لرمن       | کاتیا            | آزیتا یاراحمدی   |
| تیتراژ           | تیتراژ           | داوود نماینده    |
| والری آفاناسوف   | فرمانده توپخانه  | محمدعلی دیباج    |
| واتیالی کایف     | ژنرال ارشد       | محمود فاطمی      |
| سرگی گازارف      | پاول کروتوف      | جواد پزشکیان     |
| یاکوف شامشین     | ویتیا            | علی بیگ محمدی    |
| سرگی کلاشنیکف    | آلکسی سوادف      | دانیال الیاسی    |

## اکران فیلم
در ۱۵ فوریه سال ۲۰۲۰، نمایش ویژه این فیلم در شهر ایژوسک انجام شد. این فیلم با اکران سینمایی در روسیه در تاریخ ۲۰ فوریه سال۲۰۲۰ اکران عمومی شد.